# Von Vicken
von Vicken (von Wicken) är en svensk adelsätt.
Tidigare har uppgivits att släkten under medeltiden levde i Livland. Anreps ättartavlor uppger att den dessförinnan skulle ha levt i Breslau i Schlesien. Släkten härstammar från borgaren Niklas (Claus) Ficke i Riga (död 1569/1570) och hans hustru Anna Geismar (död 1584). Deras söner Niklas, Johan och Herman adlades 1580 av den polske kungen Stefan Batory. En av den adlade Niklas von Vickens (död 1591) barnbarn, Henrik von Vicken (1624-1690), inträdde i svensk tjänst och naturaliserades som svensk adelsman 1675 och introducerades på nummer 830. Han var överste vid Kronobergs regemente, och blev sedermera landshövding först i Kalmar län och sedan i Älvsborgs län. Henrik von Vicken var gift med Ilsebe Margaretha Müller von der Lühnen, och deras dotter gifte sig med en överstelöjtnant Köhler. Sönerna dog unga eller i utländsk tjänst. Yngsta sonen Georg Leonard von Vicken, dog ogift 1721, vilket riddarhuset inte kände till utan antog att ätten dog ut år 1690 med Henriks död.
Efter Henriks död fortsatte dock släkten att representeras på Sveriges Riddarhus av ättlingarna till översten vid svenska artilleriet Wolf Otto von Vicken (1620-1681). Denne var enligt släktens egna uppgifter bror till Henrik. I sitt första äktenskap med Agneta von Stralborn fick Wolf Otto sonen Johan Otto von Vicken (1657-1750) som var officer vid artilleriet i Sverige och Hannover. Han gifte sig i hemlighet och mot svärföräldrarnas vilja med Anna Margareta von Günthersberch i hennes mormors, Bureättlingen Carin Törnskölds hem, och fick sitta i häkte sedan detta uppenbarats. Hustruns far var generalmajor von Günthersberch och svärmodern Brita Sophia Strömberg nr 365. I äktenskapet föddes bland annat sönerna Carl Reinhold (c1694-1742) och Hans Isaak von Vicken (1696-1753).
Carl Reinhold von Vicken blev stamfader för den äldre grenen av ätten. Han var liksom många medlemmar av ätten verksam inom artilleriet och avancerade till kapten. Hans hustru var dotter till kaptenen Bengt Åhlenfelt, och deras båda söner, Hans Henrik och Gustaf Adolph von Vicken naturaliserades som svenska adelsmän 1772, och introducerades på samma nummer som grenen ovan, 830. Den äldre grenen av ätten slöts på svärdssidan med godsägaren Carl Gustaf von Vicken år 1874.

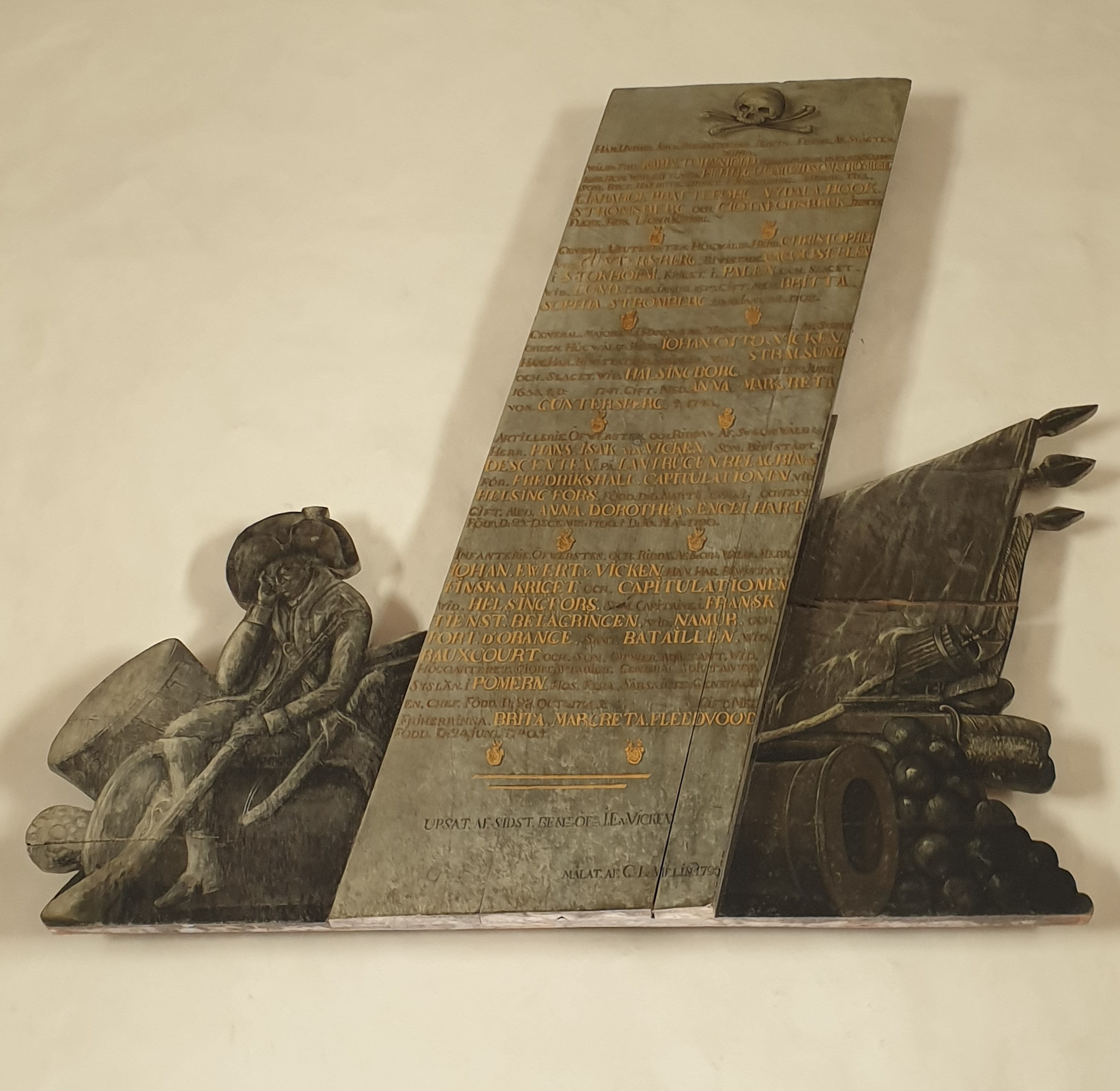
Minnestavla över släkten von Vicken i Byarums kyrka. Uppsatt 1795 av Johan Evert von Vicken.

Hans Isak von Vicken till Gärdeshof var överste och gift med Anna Dorothea Engelhardt (1700-1790), vars mor var född Wrangel. Deras fyra söner naturaliserades som svenska adelsmän jämte sina kusiner ovan, år 1772 och introducerades på samma nummer, 830. En sonsons son, Carl Reinhold von Vicken (1821-1867) gifte sig med dottern till bergsfogden David Ulric Roth i Linde bergslag, och var bruksförvaltare av Lannafors bruk, ett par bruk i Finland, och ägde Boda bruk i Askersund, där han också var delägare i gästgiveriet. Hans son Georg David Henrik von Vicken (1847-1907) var disponent och gift med Anna Carleson (1846-1918). Sistnämnda makar blev föräldrar till Carl Georg Fredrik von Vicken (1877-1950), som var ingenjör vid Bäckhammar. Släkten fortlever i Sverige och stavar sedan 1965 sitt namn von Wicken.
Flera medlemmar av släkten von Vicken är begravda i Byarums kyrka, söder om Jönköping. Minnestavla från 1795 i kyrkan nämner bl.a. Karin Törnskjöld, Christopher von Güntersberg, Johan Otto von Vicken, Hans Isak von Vicken och Johan Evert von Vicken.